# Équipe du Monténégro féminine de basket-ball
Cet article traite de l'équipe féminine. Pour l'équipe masculine, voir Équipe du Monténégro masculine de basket-ball.
Maillots
L’équipe du Monténégro féminine de basket-ball représente la Fédération du Monténégro de basket-ball lors des compétitions internationales. Avant l'indépendance du Monténégro, les Monténégrines jouaient sous le maillot de la Serbie-et-Monténégro.

## Histoire
L'équipe du Monténégro est une jeune équipe. Elle est née en 2006 de la séparation de la Serbie et du Monténégro, qui causa également une désolidarisation des fédérations sportives de Serbie-et-Monténégro, résultant en la création de deux équipes distinctes. Malgré sa jeunesse, l'équipe repose sur le solide savoir-faire de la Yougoslavie dont elle était l'une des Nations constituantes.
En 2011, le Monténégro se qualifie directement pour la phase finale de l'Euro 2011, sortant deuxième d'un groupe comprenant également la Turquie, future finaliste du tournoi. Seule équipe ayant réalisé le sans-faute lors des deux premiers tours préliminaires du tournoi, le Monténégro est pourtant éliminé en quart de finale par la Turquie au terme d'un match-catastrophe marqué par une adresse générale de seulement 30,5 %. L'équipe échoue finalement à la sixième place, battue par la Croatie en match de classement, à une place seulement de la qualification pour le tournoi préolympique de basket-ball 2012. Son bilan de 7 victoires et 2 défaites était pourtant, avec la Russie, le meilleur du tournoi.

### 2015
Après avoir échoué d'un seul point face aux Espagnoles en quarts de finale, malgré la blessure en cours de tournoi de Jelena Dubljević, les Monténégrines obtiennent la septième place au terme d'une victoire face aux Lituaniennes, avec notamment Milica Jovanovic (17 pts, 4 passes décisives) et Angelica Robinson (24 points à 11/14, 11 rebonds).

## Résultats

### Palmarès
| Compétitions mondiales                             | Compétitions continentales |
| -------------------------------------------------- | -------------------------- |
| - Jeux olympiques - Néant - Coupe du monde - Néant | - EuroBasket - Néant       |

### Parcours en compétitions internationales

#### Jeux olympiques
| Année | Position                 |      | Année                             | Position |               | Année | Position |
| 1976  | Membre de la Yougoslavie | 1996 | Membre de la Serbie-et-Monténégro | 2016     | Non qualifiée |       |          |
| 1980  | Membre de la Yougoslavie | 2000 | Membre de la Serbie-et-Monténégro | 2020     | Non qualifiée |       |          |
| 1984  | Membre de la Yougoslavie | 2004 | Membre de la Serbie-et-Monténégro | 2024     | Non qualifiée |       |          |
| 1988  | Membre de la Yougoslavie | 2008 | Non qualifiée                     | 2028     | -             |       |          |
| 1992  | Membre de la Yougoslavie | 2012 | Non qualifiée                     | 2032     | -             |       |          |

#### Coupe du monde
| Année | Position                 |      | Année                             | Position |                                   | Année | Position |
| 1953  | Membre de la Yougoslavie | 1979 | Membre de la Yougoslavie          | 2006     | Membre de la Serbie-et-Monténégro |       |          |
| 1957  | Membre de la Yougoslavie | 1983 | Membre de la Yougoslavie          | 2010     | Non qualifiée                     |       |          |
| 1959  | Membre de la Yougoslavie | 1986 | Membre de la Yougoslavie          | 2014     | Non qualifiée                     |       |          |
| 1964  | Membre de la Yougoslavie | 1990 | Membre de la Yougoslavie          | 2018     | Non qualifiée                     |       |          |
| 1967  | Membre de la Yougoslavie | 1994 | Membre de la Serbie-et-Monténégro | 2022     | Non qualifiée                     |       |          |
| 1971  | Membre de la Yougoslavie | 1998 | Membre de la Serbie-et-Monténégro | 2026     | -                                 |       |          |
| 1975  | Membre de la Yougoslavie | 2002 | Membre de la Serbie-et-Monténégro | 2030     | -                                 |       |          |

#### EuroBasket
| Année | Position                 |      | Année                             | Position |                                   | Année | Position |
| 1938  | Membre de la Yougoslavie | 1976 | Membre de la Yougoslavie          | 2003     | Membre de la Serbie-et-Monténégro |       |          |
| 1950  | Membre de la Yougoslavie | 1978 | Membre de la Yougoslavie          | 2005     | Membre de la Serbie-et-Monténégro |       |          |
| 1952  | Membre de la Yougoslavie | 1980 | Membre de la Yougoslavie          | 2007     | Non qualifiée                     |       |          |
| 1954  | Membre de la Yougoslavie | 1981 | Membre de la Yougoslavie          | 2009     | Non qualifiée                     |       |          |
| 1956  | Membre de la Yougoslavie | 1983 | Membre de la Yougoslavie          | 2011     | 6e                                |       |          |
| 1958  | Membre de la Yougoslavie | 1985 | Membre de la Yougoslavie          | 2013     | 10e                               |       |          |
| 1960  | Membre de la Yougoslavie | 1987 | Membre de la Yougoslavie          | 2015     | 7e                                |       |          |
| 1962  | Membre de la Yougoslavie | 1989 | Membre de la Yougoslavie          | 2017     | 16e                               |       |          |
| 1964  | Membre de la Yougoslavie | 1991 | Membre de la Yougoslavie          | 2019     | 12e                               |       |          |
| 1966  | Membre de la Yougoslavie | 1993 | Membre de la Serbie-et-Monténégro | 2021     | 12e                               |       |          |
| 1968  | Membre de la Yougoslavie | 1995 | Membre de la Serbie-et-Monténégro | 2023     | 8e                                |       |          |
| 1970  | Membre de la Yougoslavie | 1997 | Membre de la Serbie-et-Monténégro | 2025     | 15e                               |       |          |
| 1972  | Membre de la Yougoslavie | 1999 | Membre de la Serbie-et-Monténégro | 2027     | -                                 |       |          |
| 1974  | Membre de la Yougoslavie | 2001 | Membre de la Serbie-et-Monténégro | 2029     | -                                 |       |          |

## Joueuses célèbres ou marquantes
- Jelena Dubljević